# Рачева
Рачева (словен. Račeva) — поселення в общині Жири, Горенський регіон, Словенія. Висота над рівнем моря: 528,8 м.